# Околоземная сверхновая

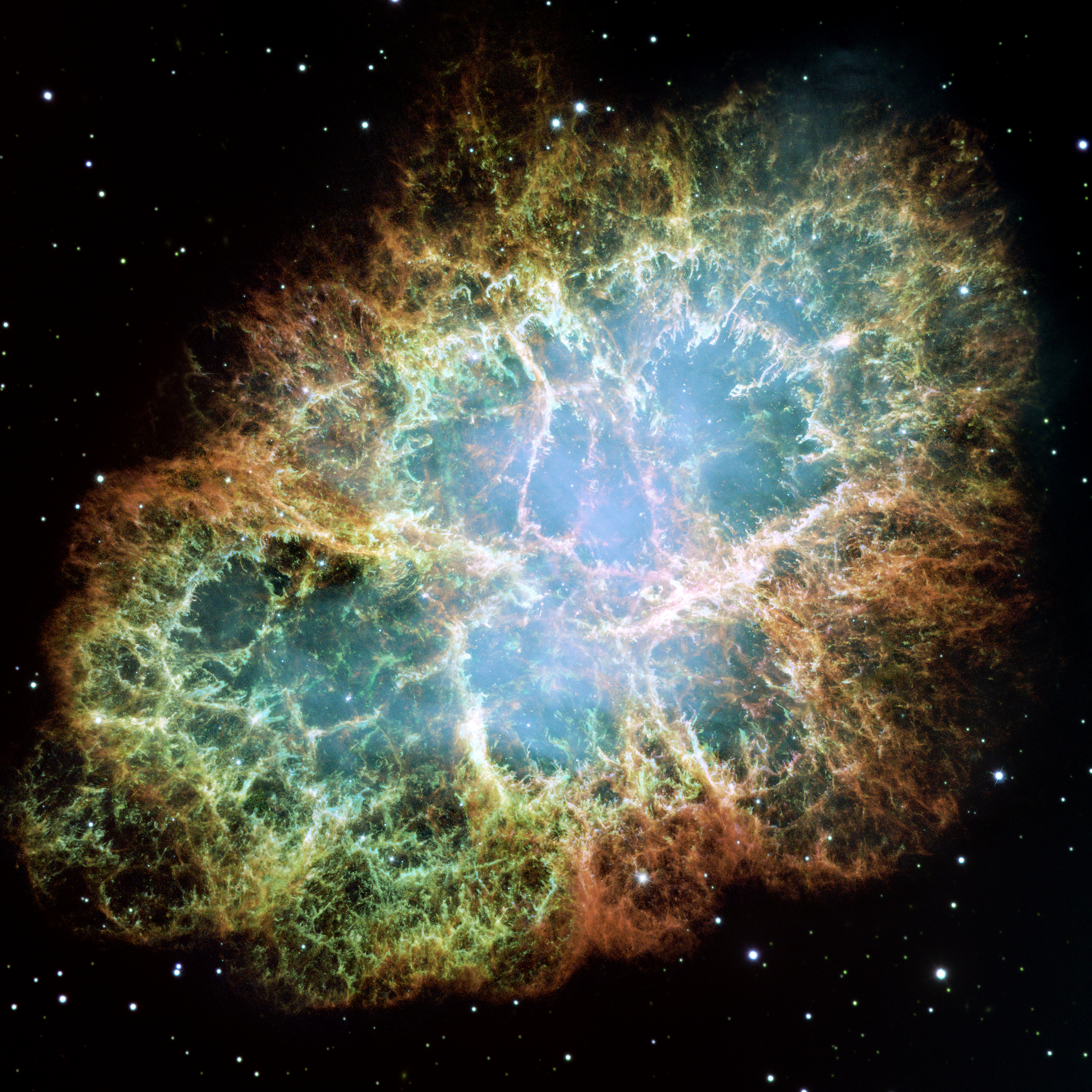
Крабовидная туманность, представляющая собой остатки сверхновой 1054 года. Она находится на расстоянии 6500 световых лет от Земли

Околоземная сверхновая — вспышка сверхновой звезды, которая происходит на достаточно малом расстоянии от Земли (по различным оценкам, менее 100 св. лет), чтобы оказать заметное воздействие на её биосферу.

## Воздействие на Землю
Статистические расчёты показывают, что вспышка сверхновой происходит в радиусе 10 пк от Земли каждые 240 миллионов лет. Основным фактором воздействия сверхновой на биосферу планеты земного типа являются гамма-лучи. В случае с Землёй, гамма-лучи могут стать катализатором химической реакции в верхних слоях атмосферы Земли, в результате которой молекулярный азот окислится, что приведёт к уменьшению озонового слоя. В свою очередь, это сделает биосферу Земли уязвимой для ультрафиолетового излучения и космических лучей. Особенно сильно пострадают фитопланктон и биоценозы коралловых рифов, что значительно обеднит морские пищевые цепочки.

## Зависимость от типа сверхновой
Рассуждения о воздействии близкой сверхновой на Землю часто рассматривают в первую очередь массивные звёзды как возможные кандидаты для вспышек сверхновых II типа. Некоторые известные звёзды на расстоянии нескольких сотен световых лет от Солнца могут стать сверхновыми в течение ближайшего тысячелетия. Одной из таких звёзд является Бетельгейзе, красный сверхгигант, находящийся на расстоянии 640 световых лет от Земли. Хотя подобная вспышка будет представлять собой впечатляющее зрелище, вряд ли она будет способна оказать заметное влияние на происходящие на Земле процессы.
Согласно оценкам, сверхновая II типа должна вспыхнуть ближе 8 парсек (26 световых лет) от Земли, чтобы толщина озонового слоя уменьшилась наполовину. Подобные оценки основываются на моделировании атмосферы и единственном измеренном потоке излучения от SN 1987A, сверхновой II типа, вспыхнувшей в 1987 году в Большом Магеллановом Облаке. Согласно одним оценкам, сверхновые II типа вспыхивают на расстоянии менее 10 парсек от Земли раз в 2-20 миллиардов лет, по другим — до 1 раза в 100 миллионов лет. Некоторые авторы основывают свои оценки на представлении о том, что сверхновые концентрируются в спиральных рукавах галактики, и что вспышки сверхновых вблизи Солнечной системы обычно происходят в течение примерно 10 миллионов лет, которые требуются Солнцу, чтобы преодолеть один из таких рукавов (в настоящее время Солнечная система находится вблизи или внутри рукава Ориона). В исследовании Gehrels и др. используется частота 1 раз в примерно 300 миллионов лет. Частота вспышек на расстоянии D пропорциональна D3 для небольших значений D, однако вследствие конечной толщины галактического диска для больших значений D она пропорциональна D2. Свидетельствами относительно близких вспышек сверхновых являются остаток сверхновой в Парусах (примерно 800 световых лет, 12 000 лет назад) и Геминга (примерно 550 световых лет, 300 000 лет назад).
Потенциально наиболее опасными считаются близкие сверхновые типа Ia, так как их источниками являются тусклые, часто встречающиеся белые карлики. Соответственно, сверхновая данного типа, способная оказать воздействие на Землю, может появиться внезапно и в малоизученной звёздной системе. Согласно одной из теорий, сверхновая типа Ia должна вспыхнуть на расстоянии менее 10 парсек (33 световых года), чтобы оказать воздействие на Землю. Ближайшей известной системой, в которой может произойти подобная вспышка, является IK Пегаса. В настоящее время считается, что к моменту, когда возникнет непосредственная угроза вспышки, данная система удалится от Солнца на безопасное расстояние.

## Прошедшие события
Изучение продуктов распада короткоживущих радиоактивных изотопов показывает, что близкая сверхновая существенно повлияла на элементный состав Солнечной системы 4,5 миллиарда лет назад, и, возможно, даже вызвала формирование нашей планетной системы. Синтез тяжёлых элементов в сверхновых в ходе эволюции Вселенной сделал возможным существование на Земле жизни.
В 1996 году астрономы Иллинойсского университета в Урбана-Шампейне предложили теорию, согласно которой остатки прошлых сверхновых могут быть обнаружены на Земле в форме следов изотопов металлов в каменных пластах коры Земли. Впоследствии исследователями из Мюнхенского технического университета были обнаружены избыточные количества железа-60 в камнях, поднятых из глубин Тихого океана. В верхних 2 сантиметрах осадков камня, формировавшихся в течение 13 миллионов лет, были найдены 23 атома этого изотопа железа. По оценкам, вспышка сверхновой должна была произойти в последние 5 миллионов лет, иначе для объяснения такого количества атомов она должна была быть настолько близкой, что вызвала бы массовое вымирание, которого в этот период времени не происходило. В то же время, расстояние до сверхновой не должно было превышать 30 парсек.
Adrian L. Melott и др. предположили, что гамма-всплески от «опасно близких» вспышек сверхновых происходят 2 и более раз за миллиард лет и сочли их причиной Ордовикско-силурийского вымирания, в ходе которого погибло более 60 % морских беспозвоночных.
В 1998 году был открыт наложившийся на остаток сверхновой в Парусах ещё один остаток сверхновой, получивший обозначение RX J0852.0−4622. Независимо от этого были обнаружены исходящие из этого участка неба гамма-лучи, являющиеся продуктом распада титана-44 (период полураспада примерно 60 лет), указывающие, что вспышка должна была состояться относительно недавно (около 1200 года нашей эры), однако исторические свидетельства отсутствуют. Интенсивность потока гамма- и рентгеновских лучей указывают на то, что сверхновая вспыхнула относительно недалеко от Земли (200 парсек или 660 световых лет).
В 2009 году в ледяном покрове Антарктиды на глубинах, соответствующих взрывам сверхновых 1006 и 1054 года, а также примерно 1060 году, были обнаружены нитраты, которые, по-видимому, сформировались из оксидов азота, образование которых было спровоцировано гамма-излучением сверхновых. Данный метод позволяет обнаружить свидетельства вспышек сверхновых, произошедшие в истёкшие несколько тысяч лет.